# Kennelia
Kennelia is een geslacht van vlinders van de familie bladrollers (Tortricidae), uit de onderfamilie Olethreutinae.

## Soorten
- K. albifascies (Walsingham, 1900)
- K. xylinana (Kennel, 1900)